# Helena Barlow
Helena Josephine Barlow (nacida el 5 de septiembre de 1998) es una actriz inglesa. Comenzó su carrera como actriz infantil, interpretando a Rose Granger-Weasley en Harry Potter y las reliquias de la Muerte: parte 2 (2011). Al año siguiente, interpretó a la joven Estella en Grandes esperanzas de Mike Newell.

## Primeros años
Barlow nació en Lambeth y tiene dos hermanas y un hermano. Asistió a la escuela de Alleyn. Luego se graduó con una Licenciatura en Literatura Inglesa de la Universidad de Leeds en 2020 y una Maestría en Actuación para Cine de la Royal Central School of Speech and Drama en 2021. También realizó un curso de verano en la RADA.

## Carrera
Barlow comenzó su carrera en los pequeños escenarios británicos en 2009, donde apareció en un pequeño papel en El cascanueces para el English Youth Ballet y luego participó en el número de apertura del Michael Croft Theatre, anfitrión de una variedad de producciones escolares, incluyendo la escuela secundaria Alleyn, a la que Barlow asistió en 2010. Su primer papel protagónico fue Wendy Darling para la producción de Peter Pan del año seis de la escuela secundaria de Alleyn, adaptada por Maggi Law. Como muchas de las producciones de la escuela, también se representó en el Teatro Michael Croft.
Su papel más notable llegó en 2011, cuando se anunció en junio que había sido elegida para interpretar a Rose Granger-Weasley, la hija mayor de Hermione Granger y Ron Weasley en la exitosa película Harry Potter y las reliquias de la Muerte: parte 2. A la edad de 12 años, este fue su primer crédito cinematográfico profesional.
Luego apareció el mismo año en Horrid Henry: The Movie, una adaptación de la serie de libros infantiles del mismo nombre de Francesca Simon y, en 2012, en la adaptación de Mike Newell de Grandes esperanzas de Charles Dickens como la versión más joven de Estella Havisham, interpretada por Holliday Grainger cuando es adulta. Apareció junto a los miembros del reparto de Harry Potter Helena Bonham Carter, Ralph Fiennes, Robbie Coltrane y Jessie Cave.
En 2013, participó en Harriet and the Matches en el papel principal, un cortometraje de cinco minutos dirigido por Miranda Howard-Williams y escrito por Heinrich Hoffmann. Según la sinopsis del sitio oficial, la película es una adaptación de "un cuento de hadas tradicional alemán" y "es una oscura advertencia sobre una niña solitaria".
Su último proyecto fue ITILY: I Think I Love You, un cortometraje de trece minutos dirigido y escrito por Agnes Fernandes. La película es un romance de verano entre un conductor de autobús inglés y un joven arquitecto que alegra el viaje matutino de sus divertidos pasajeros y lleva al conductor a tomar su autobús de dos pisos hasta Roma para demostrar que merece su amor.

### Película
| Año  | Título                                             | Papel                  | Notas        |
| ---- | -------------------------------------------------- | ---------------------- | ------------ |
| 2011 | Harry Potter y las reliquias de la Muerte: parte 2 | Rose Granger-Weasley   |              |
| 2011 | Horrid Henry: The Movie                            | Sour Susan             |              |
| 2012 | Grandes esperanzas                                 | Estella Havisham joven |              |
| 2013 | Harriet and the Matches                            | Harriet                | Cortometraje |
| 2019 | ITILY: I Think I Love You                          | Mia                    | Cortometraje |

### Teatro
| Año  | Título                             | Papel                 | Notas                                                              |
| ---- | ---------------------------------- | --------------------- | ------------------------------------------------------------------ |
| 2009 | El cascanueces                     | Bailarina de conjunto | English Youth Ballet                                               |
| 2009 | Apertura del Michael Croft Theatre | Chica de escuela      | Dir. Edward Alleyn; Michael Croft Theatre / Alleyn's Junior School |
| 2010 | Peter Pan                          | Wendy Darling         | Alleyn's Junior School                                             |